# كيفن سيلفا
كيفن سيلفا (بالإنجليزية: Kevin Silva)‏ هو لاعب كرة قدم بريطاني في مركز حراسة المرمى، ولد في 5 يناير 1998 في بيت لحم في الولايات المتحدة. لعب مع UCLA Bruins men's soccer ‏.